# Inkräktare i stoftet
Inkräktare i stoftet (på engelska Intruder in the Dust) är en roman av den amerikanske nobelpristagaren William Faulkner, utgiven 1948. 

## Handling
Romanen behandlar rasproblemen i de amerikanska sydstaterna och handlar om Lucas Beauchamp, en svart bonde som blir anklagad för mordet på en vit man.
Handlingen utspelar sig i det fiktiva Yoknapatawpha County i den amerikanska södern. Lucas Beauchamp häktas för att ha skjutit Vinnie Gowrie utanför en butik och alla är övertygade om att han är skyldig, också advokaten Gavin Stevens, som är morbror till sextonårige Charles Mallison. Från fängelsecellen ger Lucas Charles uppdraget att gräva upp liket av den dödade för att bevisa att kulhålet i kroppen inte stämmer överens med Lucas pistol. Tillsammans med sin svarte vän Aleck Sander och gamla miss Habersham ger sig Charles på kvällen av till kyrkogården för att gräva upp Vinnies lik och ta med det till stan så att experter kan kontrollera kulhålet. Men i graven visar sig ligga ett annat lik, kroppen efter timmerhandlaren Jake Montgomery. Gavin Stevens beger sig tillsammans med sheriffen Hope Hampton till kyrkogården för att reda ut hur det ligger till. Dit kommer även den dödades bror Crawford Gowrie med sina söner. När de gräver upp graven är den dock tom, men båda kropparna hittas snart i närheten och morden får sin förklaring då det visar sig att Lucas har lurats i en fälla av Crawford Gowrie.